# Smetánka (rybník)
Rybník Smetánka o výměře vodní plochy 1,01 ha se nachází asi 0,5 km severovýchodně od vesnice Šiškovice v okrese Chrudim. Hráz rybníka Smetánka je přístupná po polní cestě odbočující ze silnice III. třídy č. 3409 vedoucí ze Šiškovic do vesnice Trpišov. 
Rybník je využíván pro chov ryb.

## Galerie

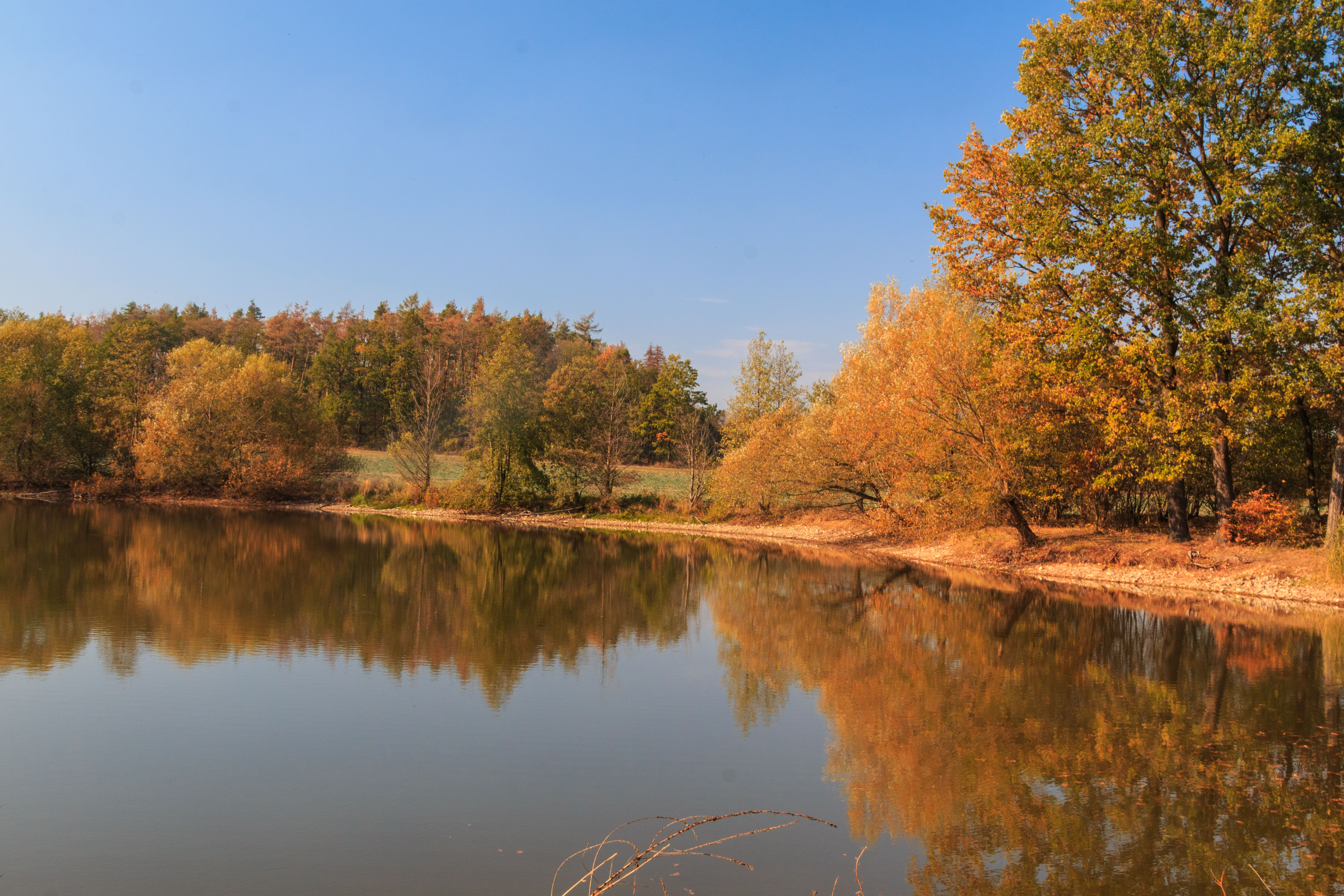
pohled na rybník Smetánka u Šiškovic
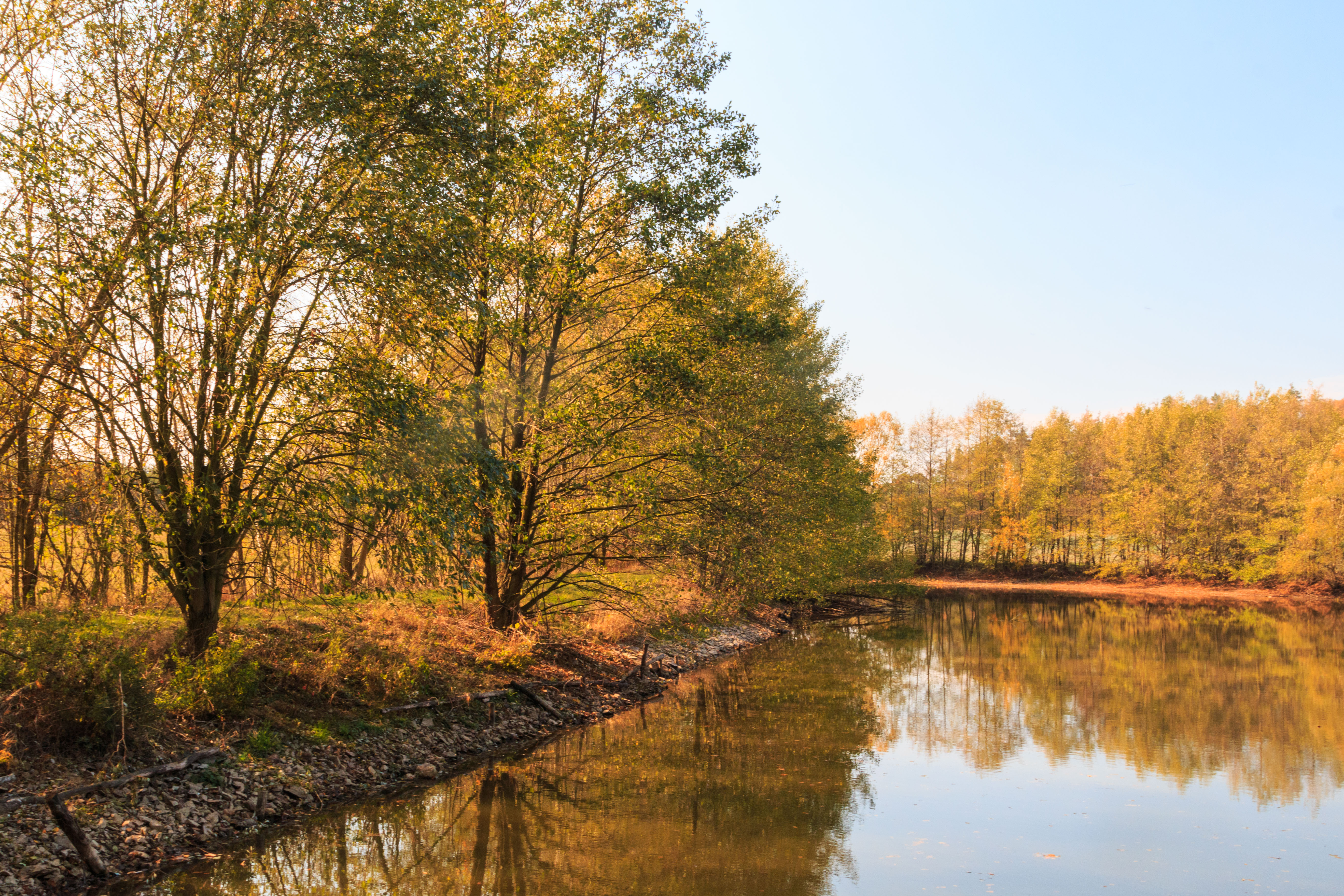
pohled na rybník Smetánka u Šiškovic
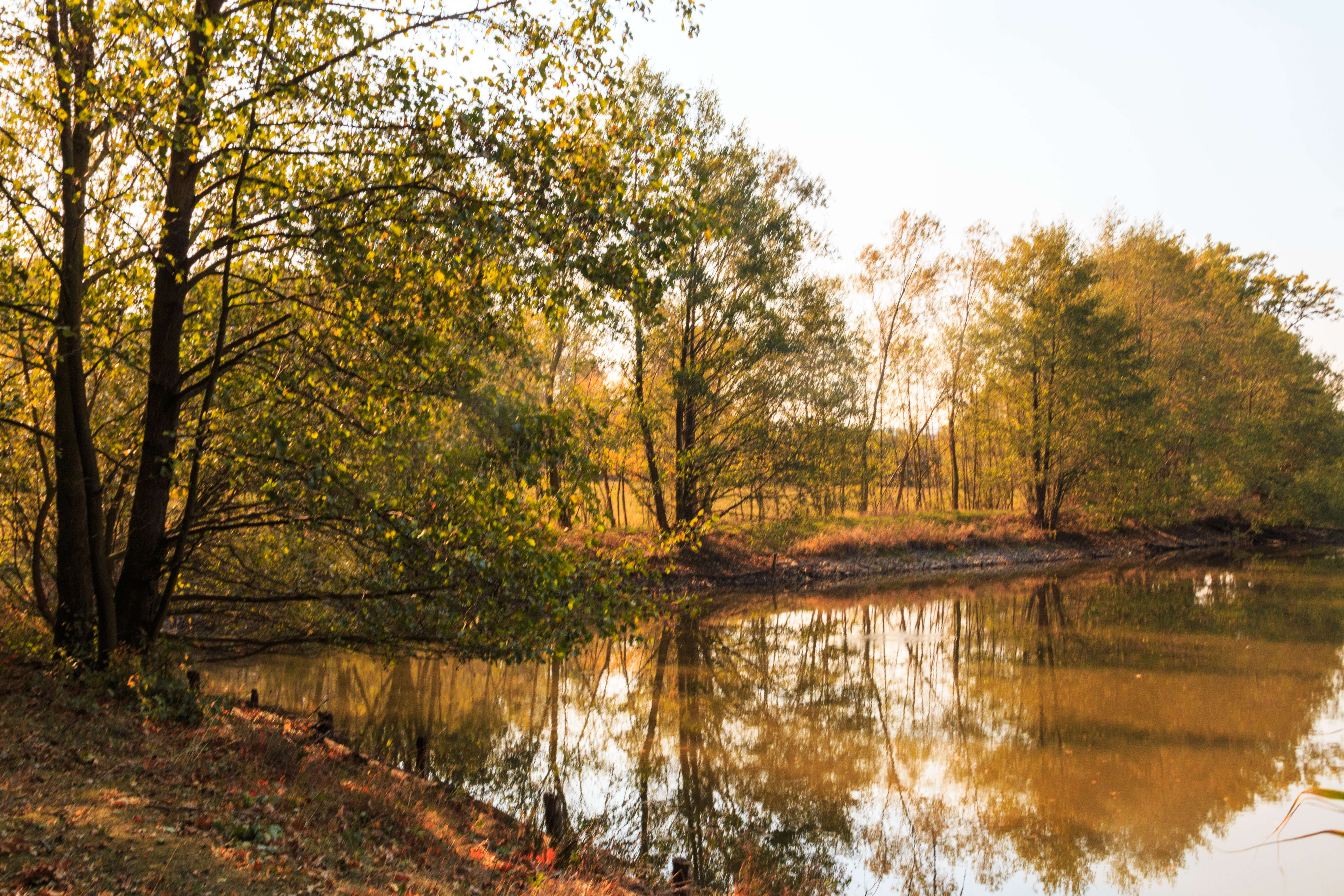
pohled na rybník Smetánka u Šiškovic
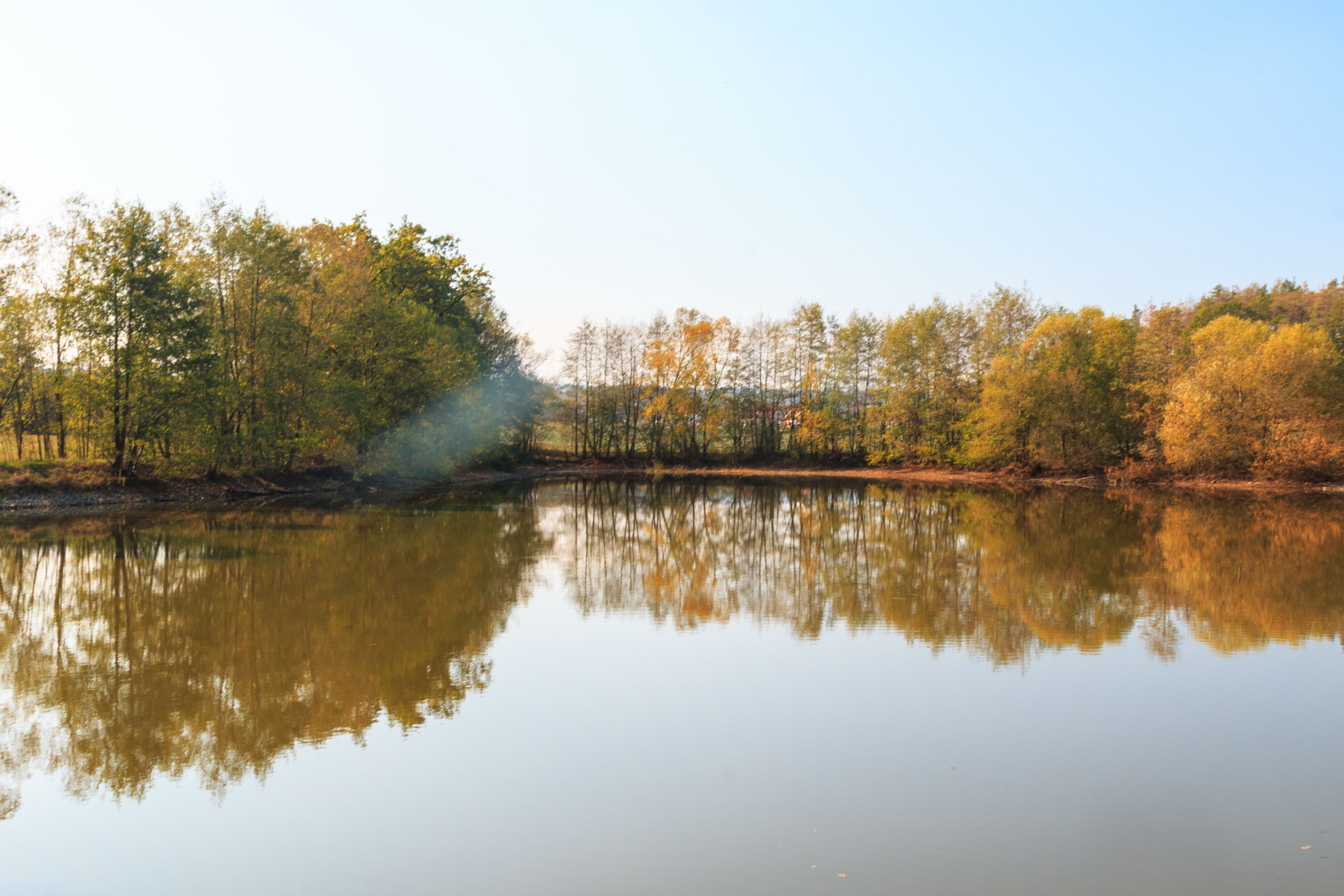
pohled na rybník Smetánka u Šiškovic
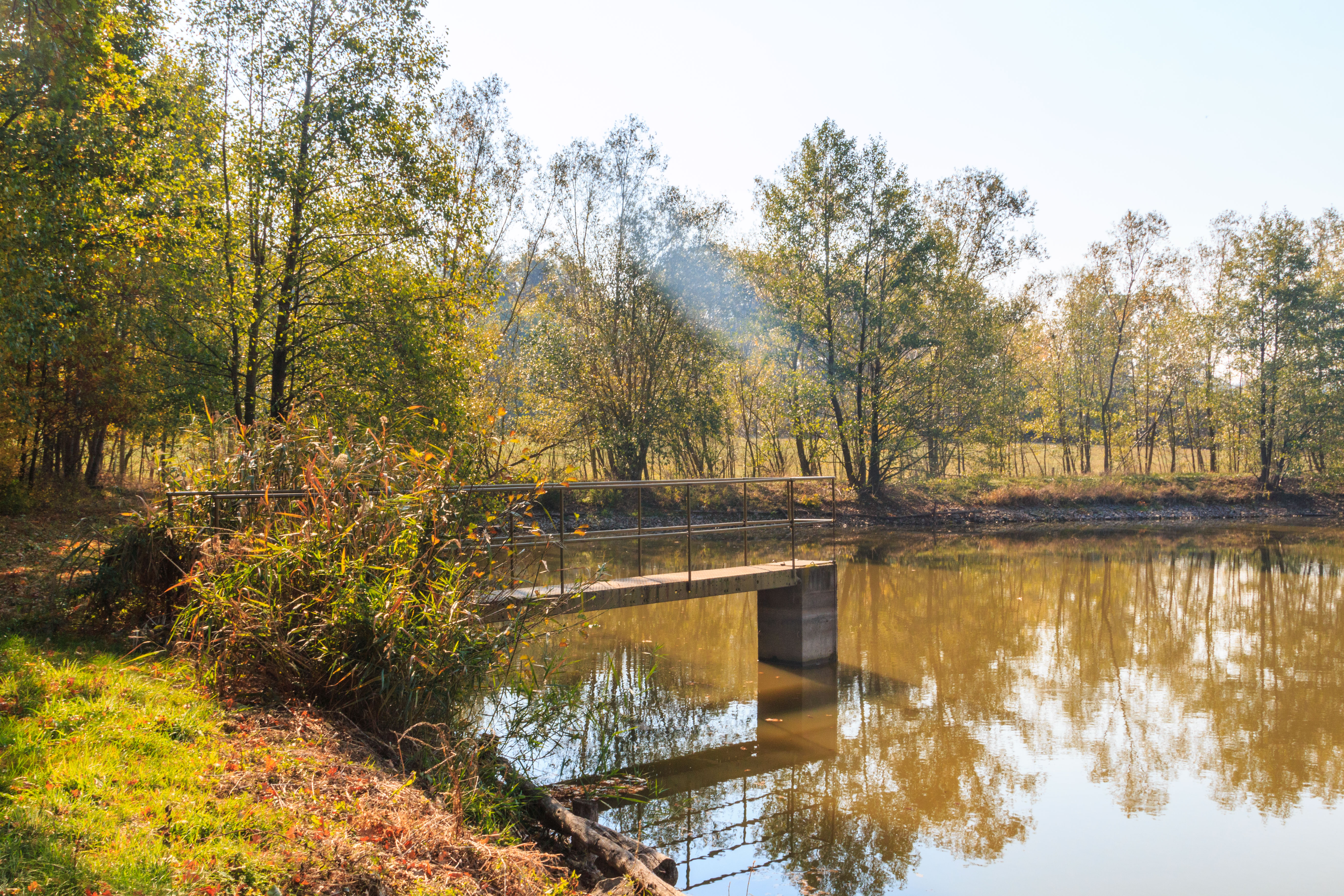
pohled na rybník Smetánka u Šiškovic